# XGIII: Extreme G Racing
XGIII: Extreme G Racing, también conocido como Extreme-G 3, es un videojuego de carreras desarrollado por Acclaim Studios Cheltenham  y publicado por Acclaim Entertainment para PlayStation 2 y GameCube. El juego va seguido de XGRA: Extreme G Racing Association.

## Jugabilidad
Sigue una mirada al estilo de simulador de las carreras por equipos del siglo 23, específicamente, la existencia de las carreras Extreme-G. El jugador asume el papel de uno de los doce corredores, cada uno de los cuales representa a uno de los seis equipos de dos, todos los cuales compiten por la gloria en el Campeonato. El modo de carrera del juego comienza en la clase más lenta, 250G, y a medida que el jugador avanza en la carrera, eventualmente llegará a la clase 1000G, la más rápida del juego.
Las convenciones de barrera de sonido de Extreme-G 2 se transfieren aquí.
Se incluyen 10 pistas, con giros, caídas y giros bruscos. Extreme-G 3 maneja las armas de manera diferente, lo que resulta en un cambio significativo en la jugabilidad del primer y segundo juego. Mientras que en el primer y segundo juego, el jugador podía recoger armas en la pista, y disparar estas armas no consumiría su barra de armas principal, en el tercer juego, el jugador compra armas con dinero ganado y disparar armas consume una pequeña cantidad. de la barra de armas para cada disparo. En comparación con los juegos anteriores, Extreme-G 3 ofrece menos armas.

## Recepción
| Críticas Publicación Calificación GC PS2 Edge N/A 6/10 [ 3 ] Electronic Gaming Monthly N/A 6.17/10 [ 4 ] Game Informer 8.25/10 [ 5 ] 8/10 [ 6 ] GamePro [ 7 ] [ 8 ] Game Revolution B [ 9 ] N/A GameSpot 8.6/10 [ 10 ] 8.5/10 [ 11 ] GameSpy 83% [ 12 ] N/A GameZone 8.4/10 [ 13 ] 9/10 [ 14 ] IGN 8.5/10 [ 15 ] 8.4/10 [ 16 ] Nintendo Power 3.4/5 [ 17 ] N/A Official PlayStation Magazine (EEUU) N/A [ 18 ] Maxim N/A 7/10 [ 19 ] Puntuaciones de reseñas Metacritic 83/100 [ 20 ] 81/100 [ 21 ] |              |              |
| Críticas |              |              |
| Publicación | Calificación | Calificación |
| Publicación | GC           | PS2          |
| Edge | N/A          | 6/10         |
| Electronic Gaming Monthly | N/A          | 6.17/10      |
| Game Informer | 8.25/10      | 8/10         |
| GamePro | [ 7 ]        | [ 8 ]        |
| Game Revolution | B            | N/A          |
| GameSpot | 8.6/10       | 8.5/10       |
| GameSpy | 83%          | N/A          |
| GameZone | 8.4/10       | 9/10         |
| IGN | 8.5/10       | 8.4/10       |
| Nintendo Power | 3.4/5        | N/A          |
| Official PlayStation Magazine (EEUU) | N/A          | [ 18 ]       |
| Maxim | N/A          | 7/10         |
| Puntuaciones de reseñas |              |              |
| Metacritic | 83/100       | 81/100       |

Extreme-G 3 recibió críticas "favorables" en ambas plataformas según el sitio web agregación de reseñas Metacritic. Gary Whitta de NextGen llamó a la versión de PlayStation 2 "un juguete sólido y elegante para los fanáticos de Wipeout corredores de estilo". Fue nominado para el premio anual "Mejor juego de conducción" de GameSpot entre los juegos de consola, que fue para Gran Turismo 3: A-Spec.